# Реклама в комп'ютерних іграх
Реклама у відеоіграх (In-game advertising, IGA) — це реклама, що використовує комп'ютерні та відеоігри як новий канал просування продукту / бренду. IGA відрізняється від рекламних ігор (англ. advergames), яка стосується ігор, спеціально створених з метою реклами фірмового продукту. Індустрія IGA активно розвивається.
Обсяг ринку реклами в комп'ютерних іграх становив 34 мільйони доларів у 2004 році, 56 мільйонів доларів у 2005 році 80 мільйонів доларів у 2006 році і 295 мільйонів доларів у 2007 році. З 2007 року реклама у відеоіграх охоплює кілька незалежних сегментів індустрії відеоігор: відеоігри, ігри для персональних комп'ютерів, казуальні відеоігри (скачуються з веб-ресурсів), онлайн-ігри, браузерні відеоігри (що розміщуються на веб-сайтах). За оцінками, у 2009 році витрати на IGA становили 699 мільйонів доларів США, 1 мільярд доларів до 2014 року і, згідно з Forbes, 2016 року вони зросли до 7,2 мільярда доларів.
Найпершою відомою IGA була відеогра Adventureland 1978 року в якій періодично з'являлася самореклама наступної гри Pirate Adventure.
IGA можна інтегрувати в гру або за допомогою дисплея у фоновому режимі, наприклад, рекламний щит у грі чи рекламний ролик під час паузи, створюваної під час завантаження гри, або повністю інтегрувати в гру, щоб рекламований продукт був необхідним для завершення частини гри або він відігравав важливу роль у роликах. Через необхідне спеціальне програмування динамічна реклама зазвичай відображається у фоновому режимі або може відображатися як статична реклама. Одна з переваг IGA над традиційною рекламою полягає в тому, що користувачі менш схильні працювати одночасно з іншими засобами масової інформації під час гри, однак певна увага гравців під час гри все ще розподіляється між ігровим процесом, елементами керування та рекламою.

## Статична реклама у відеогрі

Рекламний щит Adidas є у FIFA International Soccer (також на електронному табло, що з'являється після кожного голу, іноді написано « Panasonic»).

Подібно до продакт-плейсменту в кіноіндустрії, статичні IGA не можна змінити після того, як вони запрограмовані безпосередньо в грі (якщо вона повністю онлайн). Однак, на відміну від розміщення продакт-плейсменту в традиційних медіа, IGA дозволяє геймерам взаємодіяти з віртуальним продуктом. Наприклад, Splinter Cell вимагає використання в грі телефонів Sony Ericsson для полювання на терористів. На відміну від статичних IGA, динамічні IGA не обмежуються розробником і видавцем, визначеними попередньо запрограмованим розміром або місцем, і дозволяють рекламодавцю налаштовувати відображення реклами.

У багатьох відеоіграх для створення реалістичного ігрового середовища використовуються реклама, схожа на рекламні щити або продакт-плейсмент. Наприклад, багато спортивних ігор включають цю рекламу, щоб імітувати традиційну рекламу в професійному спорті. Подібним чином у багатьох відеоіграх як символи статусу в грі використовуються фірмові продукти, такі як зброя та автомобілі. Ці посилання на бренд можуть не бути рекламою, а розміщуються в грі лише з метою сюжету чи дизайну. Однак власники торгових марок іноді заперечують проти неліцензійних посилань на свої торгові марки. Див., наприклад, ESS Entertainment 2000, Inc. v. проти Rock Star Videos, Inc.

Продукти Chupa Chups можна побачити на фоні Zool.

## Динамічна реклама у відеогрі
Збільшення користувачів Інтернету та пропускної здатності мережі збільшило використання динамічного IGA, що дозволяє виробнику гри або його постачальнику реклами віддалено додавати рекламу, оновлювати рекламні оголошення після запуску гри та націлювати рекламу на основі вікової аудиторії, часу чи географічного розташування. Цей підхід поєднує в собі налаштування веббанерів із функціональністю традиційних рекламних щитів і плакатів, оскільки більшість внутрішньоігрової реклами не посилається на вебсайт поза грою. Динамічні IGA дозволяють виробнику ігор або його службі доставки реклами відстежувати рекламу в режимі реального часу та фіксувати дані перегляду, такі як тип реклами та кут огляду. Ця інформація може бути використана для покращення майбутніх рекламних кампаній і для виправлення проблем із копіюванням або для того, щоб зробити поточну рекламу більш привабливою для гравців.
Динамічні рекламні кампанії дозволяють IGA бути частиною рекламної кампанії, що залежить від часу, оскільки їх не потрібно розробляти за місяці чи роки до завершення гри. Динамічну рекламу можна придбати після того, як гра буде випущена для широкого загалу, і вона буде розміщена у визначеному розробником місці в грі. Наприклад, у жовтні 2008 року тодішній кандидат у президенти США від Демократичної партії Барак Обама у численних іграх Xbox придбав рекламні щити в 10 штатах.

## Реклама в онлайн-іграх

### Фриміум та безкоштовні відеоігри
Ігри Фриміум та Free-to-play, як правило, доступні онлайн та надають безкоштовну базову гру з опціями для гравців з можливістю придбання розширених функцій або додаткових елементів. Вони працюють відповідно до теорії, згідно з якою геймер заплатить за додаткові внутрішньоігрові функції після того, як інвестує в гру достатньо часу. У безкоштовних іграх, таких як Farmville, ці транзакції, як правило, є одноразовими платежами за певні внутрішньоігрові товари (мікротранзакції). Натомість, безкоштовні ігри, як-от Age of Conan, намагаються спонукати гравців вступити в відносини «оплата за гру» для одержання преміум-вмісту. Незважаючи на те, що ці інші джерела доходу зазвичай приносять прибуток, безкоштовні ігри часто включають рекламу, а також рекламні оголошення за допомогою рекламних сплесків або спонсорство рекламодавцями віртуальних подарунків як додатковий дохід.

### Оплата за гру
Платні ігри стягують з гравців доступ до вмісту гри. Залежно від ігрового середовища деякі платні ігри мають IGA. Наприклад, City of Heroes і Anarchy Online використовують динамічний IGA в міських іграх, щоб імітувати подразники реального світу. Навпаки, такі фентезійні ігри, як EverQuest II і World of Warcraft, можуть не включати IGA, якщо реальна реклама не відповідає контексту. Blizzard раніше зазначала, що не розглядатиме використання IGA у «World of Warcraft»; навпаки, SOE недовго поекспериментувала з функцією командного рядка в грі, яка дозволяла гравцям замовляти доставку їжі з Pizza Hut в EverQuest II.
Віртуальні світи та багатокористувацька онлайнова рольова гра (MMORPG) можуть розміщувати постійну онлайн-рекламу, дозволяючи маркетологам купувати віртуальну нерухомість. Окрім встановлення присутності бренду, компанії можуть використовувати його для тестування майбутніх реальних місць. Наприклад, бренд Aloft Hotels було створено в рамках Second Life до завершення його реального аналога.

## Реакція рекламної індустрії на IGA
Рекламна індустрія загалом прийняла IGA та рекламні ігри як ефективні способи охоплення уваги чоловіків віком від 16 до 34 років. IGA розглядається як важливий засіб отримання доступу до покоління молодих чоловіків, які використовують відеоігри як відпочинок замість перегляду телевізора. Рекламодавці можуть також оцінити економічну віддачу IGA. Дослідження компанії Nielsen у 2010 році показало, що рентабельність інвестицій IGA становила 3,11 долара за витрачений долар. У 2007 році компанія Nielsen Media Research вийшла на простір IGA, оголосивши про сервіс оцінювання відеоігор «GamePlay Metrics», щоб обслуговувати рекламодавців у іграх та вимірювати ефективність IGA.
Кілька рекламних агентств або рекламних мереж спеціалізуються на IGA, і ще більше традиційних рекламних агентств експериментували з IGA. Однак багато рекламодавців не сприймають відеоігри як життєздатний рекламний засіб через постійні труднощі з вимірюванням ефективності IGA, незважаючи на впровадження GamePlay Metrics, невизначеність щодо того, скільки глядачів охопить гра, і довгий цикл розробки, властивий відеоіграм.

### Зменшення ризику рекламодавців
Кількість глядачів важко оцінити, оскільки важко оцінити відвідуваність відеогри до її випуску. Однак, ризик рекламодавця можна частково знизити на основі контрольних показників для проданої ігрової одиниці або угоди від втрат, якщо певна кількість продажів гри не буде досягнута. Однак це не може захистити рекламодавця від небажаної асоціації з неефективною грою чи рекламою.
Також важко спланувати рекламу у відеогрі, після чого розробка відеогри зазвичай займає більше часу, ніж розробка та реалізація рекламної кампанії. Як правило, статичне рекламне оголошення має бути розкритою розробникам принаймні за вісім місяців до виходу відеогри. Цю тимчасову розбіжність можна вирішити за допомогою використання динамічної реклами, яку можна придбати в будь-який момент, коли є доступний простір у грі, але цей вибір обмежує рекламу заздалегідь визначеними місцями та розмірами в грі і не дозволяє високоінтегровану статику оголошення.

## Реакція ігрової індустрії
Видавці ігор неоднозначно ставляться до IGA. IGA може створювати нові джерела доходу; в деяких випадках прибутки видавців збільшується на додаткові 1–2 доларів США за продану одиницю гри (на додаток до типового прибутку в 5–6 доларів за одиницю). Деякі ігри для мобільних телефонів замінили стягнення плати з гравців на IGA, і це важливе джерело доходу для браузерних та інших інтернет-ігор, які не містять мікротранзакцій або оплати за гру. Деякі видавці бачать IGA як спосіб компенсувати зростаючі витрати на розробку ігор, тоді як інші вважають, що IGA дозволить їм експериментувати з ігровим процесом, зменшуючи фінансові ризики, пов'язані з розробкою ігор.
Однак не всі видавці визнали IGA успішною. У 2008 році корпорація Sony висловила сумніви щодо ігор, які фінансуються за рахунок реклами, через обмежені кошти рекламодавців і скептицизм гравців щодо IGA, хоча Sony завершила угоду з IGA через 5 місяців. Однак у 2010 році представник Electronic Arts зауважив: «Насправді ми взагалі не отримуємо багато коштів від реклами. Рекламний бізнес у відеоіграх розвивається не так швидко, як люди очікували»
Інша проблема, з якою видавці та розробники мають справу, це інтеграція IGA в ігри без відчуження або розчарування гравців. Загальна мета IGA полягає в тому, щоб вставити рекламу, яку привертає увагу, але не заважає гравцеві отримати задоволення від гри. Розробникам потрібен певний творчий контроль над IGA, щоб переконатися, що він відповідає віртуальним налаштуванням, що може бути проблемою, оскільки рекламодавці зазвичай хочуть створити певний образ та захистити імідж свого бренду. Ігрові компанії побоюються, що вони можуть бути змушені змінити гру на вимогу рекламодавців, якщо IGA стане основним джерелом доходу, і зіткнуться з можливою негативною реакцією з боку споживачів. У деяких іграх може бути простіше покладатися на дохід від продажу віртуальних товарів, оскільки вони можуть забезпечувати надійніший і більший потік доходу, ніж реклама, маючи перевагу прямого включення в ігровий процес і під повним творчим контролем розробника.

## Реакція геймерів
Реакція гравців на IGA також була неоднозначною. Дослідження 2009 року, проведене рекламною компанією, показало, що 80 % споживачів правильно згадали рекламодавця, а 56 % мали більш сприятливе враження про рекламодавця, оскільки він дозволяв їм грати у безкоштовну гру. Однак компанії виявили, що геймери не хочуть відволікатись на рекламу, коли вони вже сплатили роздрібну ціну та/або щомісячну абонентську плату. Геймери виявили неприязнь до реклами, яка відволікає їх, коли вони намагаються розважитися. Невелике дослідження 2010 року за участю 100 учасників показало, що геймери з більшою ймовірністю сприймуть рекламу та продукти, які відповідають ігровому середовищу.
Геймери можуть вважати IGA агресивною і в деяких випадках вони називали програмне забезпечення, що підтримується IGA, шпигунським програмним забезпеченням. Деякі гравці вирішують видалити рекламу з ігрового процесу, або платять більше за копію без реклами, або вимикають рекламу за допомогою експлойтів.
Реклама у відеоігрі також може призвести до негативних відгуків про відеоігру, як це сталося в 2013 році, коли Maxis рекламувала зарядну станцію Nissan Leaf під великим брендом як вміст для завантаження в SimCity. Maxis стверджував, що «знищення станції буде своєчасним для сусідніх будівель. Це не забере з вашого міста електроенергію, воду чи працівників у вашому місті»

## Ефективність
Декілька академічних дослідників намагалися зрозуміти, наскільки ефективним є IGA. Ефективність такої реклами обговорюється кількома вченими. Ян та інші виявили, що деякі види розпізнавання були низькими серед студентів коледжу, хоча гравці зберігали фрагменти слів у спортивних іграх. Грейс та Койл виявили, що 35 % гравців могли згадати рекламовані бренди в контрольованому дослідженні автомобільних перегонів. Лі та Фабер виявили, що основними факторами утримання гравців в IGA є розташування повідомлень бренду в грі, участь у грі та попередній досвід гри.